# Judô nos Jogos Asiáticos de 2022
Os eventos de judô nos Jogos Asiáticos de 2022 foram realizados no Ginásio Xiaoshan Linpu na cidade de Hangzhou, na China, entre os dias de 24 a 27 de setembro de 2023.

## Cronograma
| P | Rodadas preliminares e repescagem | F | Finais |

| Evento↓/Data →            | 24 Dom | 24 Dom | 25 Seg | 25 Seg | 26 Ter | 26 Ter | 27 Qua | 27 Qua |
| ------------------------- | ------ | ------ | ------ | ------ | ------ | ------ | ------ | ------ |
| Até 60 kg masculino       | P      | F      |        |        |        |        |        |        |
| Até 66 kg masculino       | P      | F      |        |        |        |        |        |        |
| Até 73 kg masculino       |        |        | P      | F      |        |        |        |        |
| Até 81 kg masculino       |        |        | P      | F      |        |        |        |        |
| Até 90 kg masculino       |        |        |        |        | P      | F      |        |        |
| Até 100 kg masculino      |        |        |        |        | P      | F      |        |        |
| Acima de 100 kg masculino |        |        |        |        | P      | F      |        |        |
| Até 48 kg feminino        | P      | F      |        |        |        |        |        |        |
| Até 52 kg feminino        | P      | F      |        |        |        |        |        |        |
| Até 57 kg feminino        |        |        | P      | F      |        |        |        |        |
| Até 63 kg feminino        |        |        | P      | F      |        |        |        |        |
| Até 70 kg feminino        |        |        | P      | F      |        |        |        |        |
| Até 78 kg feminino        |        |        |        |        | P      | F      |        |        |
| Acima de 78 kg feminino   |        |        |        |        | P      | F      |        |        |
| Equipe mista              |        |        |        |        |        |        | P      | F      |

## Nações participantes
Um total de 236 atletas de 33 países participaram dos Jogos Asiáticos de 2022.
- AFG Afeganistão (2)
- BHU Butão (3)
- BRN Bahrein (6)
- CAM Camboja (2)
- CHN China (12)
- HKG Hong Kong (8)
- INA Indonésia (4)
- IND Índia (4)
- IRI Irã (4)
- IRQ Iraque (1)
- JPN Japão (17)
- KAZ Cazaquistão (14)
- KGZ Quirguistão (11)
- KOR Coreia do Sul (18)
- KUW Kuwait (2)
- LAO Laos (4)
- LBN Líbano (5)
- MAC Macau (4)
- MGL Mongólia (15)
- NEP Nepal (8)
- PHI Filipinas (9)
- PLE Palestina (2)
- PRK Coreia do Norte (7)
- QAT Catar (2)
- SRI Sri Lanka (1)
- THA Tailândia (10)
- TJK Tajiquistão (11)
- TKM Turcomenistão (8)
- TPE Taipé Chinês (9)
- UAE Emirados Árabes Unidos (8)
- UZB Uzbequistão (15)
- VIE Vietnã (7)
- YEM Iêmen (3)

## Medalhistas

### Masculino
| Event                 | Ouro                                                 | Prata                                  | Bronze                                              |
| --------------------- | ---------------------------------------------------- | -------------------------------------- | --------------------------------------------------- |
| Meio-leve (−60 kg)    | Yang Yung-wei TPE Taipé Chinês                       | Lee Ha-rim KOR Coreia do Sul           | Chae Kwang-jin PRK Coreia do Norte                  |
| Meio-leve (−60 kg)    | Yang Yung-wei TPE Taipé Chinês                       | Lee Ha-rim KOR Coreia do Sul           | Magzhan Shamshadin KAZ Cazaquistão                  |
| Leve (−66 kg)         | Ryoma Tanaka JPN Japão                               | Yondonperenlein Baskhüü MGL Mongólia   | An Ba-ul KOR Coreia do Sul                          |
| Leve (−66 kg)         | Ryoma Tanaka JPN Japão                               | Yondonperenlein Baskhüü MGL Mongólia   | Bayanmönkhiin Narmandakh UAE Emirados Árabes Unidos |
| Meio-médio (−73 kg)   | Murodjon Yuldoshev UZB Uzbequistão                   | Soichi Hashimoto JPN Japão             | Tsend-Ochiryn Tsogtbaatar MGL Mongólia              |
| Meio-médio (−73 kg)   | Murodjon Yuldoshev UZB Uzbequistão                   | Soichi Hashimoto JPN Japão             | Behruzi Khojazoda TJK Tajiquistão                   |
| Médio (−81 kg)        | Somon Makhmadbekov TJK Tajiquistão                   | Lee Joon-hwan KOR Coreia do Sul        | Abylaikhan Zhubanazar KAZ Cazaquistão               |
| Médio (−81 kg)        | Somon Makhmadbekov TJK Tajiquistão                   | Lee Joon-hwan KOR Coreia do Sul        | Yuhei Oino JPN Japão                                |
| Meio-pesado (−90 kg)  | Erlan Sherov KGZ Quirguistão                         | Davlat Bobonov UZB Uzbequistão         | Aram Grigorian UAE Emirados Árabes Unidos           |
| Meio-pesado (−90 kg)  | Erlan Sherov KGZ Quirguistão                         | Davlat Bobonov UZB Uzbequistão         | Caramnob Sagaipov LBN Líbano                        |
| Pesado (−100 kg)      | Muzaffarbek Turoboyev UZB Uzbequistão                | Batkhuyagiin Gonchigsüren MGL Mongólia | Dzhafar Kostoev UAE Emirados Árabes Unidos          |
| Pesado (−100 kg)      | Muzaffarbek Turoboyev UZB Uzbequistão                | Batkhuyagiin Gonchigsüren MGL Mongólia | Nurlykhan Sharkhan KAZ Cazaquistão                  |
| Superpesado (+100 kg) | Magomedomar Magomedomarov UAE Emirados Árabes Unidos | Temur Rakhimov TJK Tajiquistão         | Alisher Yusupov UZB Uzbequistão                     |
| Superpesado (+100 kg) | Magomedomar Magomedomarov UAE Emirados Árabes Unidos | Temur Rakhimov TJK Tajiquistão         | Kim Min-jong KOR Coreia do Sul                      |

### Feminino
| Event                | Ouro                               | Prata                                             | Bronze                                   |
| -------------------- | ---------------------------------- | ------------------------------------------------- | ---------------------------------------- |
| Meio-leve (−48 kg)   | Natsumi Tsunoda JPN Japão          | Abiba Abuzhakynova KAZ Cazaquistão                | Khalimajon Kurbonova UZB Uzbequistão     |
| Meio-leve (−48 kg)   | Natsumi Tsunoda JPN Japão          | Abiba Abuzhakynova KAZ Cazaquistão                | Guo Zongying CHN China                   |
| Leve (−52 kg)        | Diyora Keldiyorova UZB Uzbequistão | Bishreltiin Khorloodoi UAE Emirados Árabes Unidos | Lkhagvasürengiin Sosorbaram MGL Mongólia |
| Leve (−52 kg)        | Diyora Keldiyorova UZB Uzbequistão | Bishreltiin Khorloodoi UAE Emirados Árabes Unidos | Jung Ye-rin KOR Coreia do Sul            |
| Meio-médio (−57 kg)  | Lien Chen-ling TPE Taipé Chinês    | Momo Tamaoki JPN Japão                            | Maýsa Pardaýewa TKM Turcomenistão        |
| Meio-médio (−57 kg)  | Lien Chen-ling TPE Taipé Chinês    | Momo Tamaoki JPN Japão                            | Park Eun-song KOR Coreia do Sul          |
| Médio (−63 kg)       | Miku Takaichi JPN Japão            | Tang Jing CHN China                               | Esmigul Kuyulova KAZ Cazaquistão         |
| Médio (−63 kg)       | Miku Takaichi JPN Japão            | Tang Jing CHN China                               | Kim Ji-jeong KOR Coreia do Sul           |
| Meio-pesado (−70 kg) | Shiho Tanaka JPN Japão             | Mun Song-hui PRK Coreia do Norte                  | Gulnoza Matniyazova UZB Uzbequistão      |
| Meio-pesado (−70 kg) | Shiho Tanaka JPN Japão             | Mun Song-hui PRK Coreia do Norte                  | Feng Yingying CHN China                  |
| Pesado (−78 kg)      | Ma Zhenzhao CHN China              | Rika Takayama JPN Japão                           | Yoon Hyun-ji KOR Coreia do Sul           |
| Pesado (−78 kg)      | Ma Zhenzhao CHN China              | Rika Takayama JPN Japão                           | Iriskhon Kurbanbaeva UZB Uzbequistão     |
| Superpesado (+78 kg) | Kim Ha-yun KOR Coreia do Sul       | Xu Shiyan CHN China                               | Wakaba Tomita JPN Japão                  |
| Superpesado (+78 kg) | Kim Ha-yun KOR Coreia do Sul       | Xu Shiyan CHN China                               | Amarsaikhany Adiyaasüren MGL Mongólia    |

### Misto
| Event        | Ouro | Prata | Bronze |
| ------------ | --- | --- | --- |
| Equipe mista | JPN Japão Moka Kuwagata Ruri Takahashi Momo Tamaoki Shiho Tanaka Wakaba Tomita Natsumi Tsunoda Yuhei Oino Hyoga Ota Ken Oyoshi Goki Tajima Ryoma Tanaka Aaron Wolf | UZB Uzbequistão Shukurjon Aminova Rinata Ilmatova Sevinch Isokova Diyora Keldiyorova Iriskhon Kurbanbaeva Gulnoza Matniyazova Shokhrukhkhon Bakhtiyorov Davlat Bobonov Sardor Nurillaev Muso Sobirov Murodjon Yuldoshev Alisher Yusupov | CHN China Cai Qi Feng Yingying Ma Zhenzhao Tang Jing Xu Shiyan Zhu Yeqing Buhebilige Li Ruixuan Qingdaga Sun Chuancheng Xue Ziyang |
| Equipe mista | JPN Japão Moka Kuwagata Ruri Takahashi Momo Tamaoki Shiho Tanaka Wakaba Tomita Natsumi Tsunoda Yuhei Oino Hyoga Ota Ken Oyoshi Goki Tajima Ryoma Tanaka Aaron Wolf | UZB Uzbequistão Shukurjon Aminova Rinata Ilmatova Sevinch Isokova Diyora Keldiyorova Iriskhon Kurbanbaeva Gulnoza Matniyazova Shokhrukhkhon Bakhtiyorov Davlat Bobonov Sardor Nurillaev Muso Sobirov Murodjon Yuldoshev Alisher Yusupov | MGL Mongólia Amarsaikhany Adiyaasüren Batsuuriin Nyam-Erdene Dambadarjaagiin Nominzul Lkhagvasürengiin Sosorbaram Lkhagvatogoogiin Enkhriilen Mönkhtsedeviin Ichinkhorloo Batkhuyagiin Gonchigsüren Gantulgyn Altanbagana Gereltuyaagiin Bolor-Ochir Odkhüügiin Tsetsentsengel Tsend-Ochiryn Tsogtbaatar Yondonperenlein Baskhüü |

### Tabela geral de medalhas
| Pos.                | País                   | Ouro | Prata | Bronze | Total |
| ------------------- | ---------------------- | ---- | ----- | ------ | ----- |
| 1                   | Japão                  | 5    | 3     | 2      | 10    |
| 2                   | Uzbequistão            | 3    | 2     | 4      | 9     |
| 3                   | Taipé Chinesa          | 2    | 0     | 0      | 2     |
| 4                   | Coreia do Sul          | 1    | 2     | 6      | 9     |
| 5                   | China                  | 1    | 2     | 3      | 6     |
| 6                   | Emirados Árabes Unidos | 1    | 1     | 3      | 5     |
| 7                   | Tajiquistão            | 1    | 1     | 1      | 3     |
| 8                   | Quirguistão            | 1    | 0     | 0      | 1     |
| 9                   | Mongólia               | 0    | 2     | 4      | 6     |
| 10                  | Cazaquistão            | 0    | 1     | 4      | 5     |
| 11                  | Coreia do Norte        | 0    | 1     | 1      | 2     |
| 12                  | Líbano                 | 0    | 0     | 1      | 1     |
| 12                  | Turquemenistão         | 0    | 0     | 1      | 1     |
| Total (13 entradas) | Total (13 entradas)    | 15   | 15    | 30     | 60    |